# Benjamin Wilhelm Daniel Schulze
Benjamin Wilhelm Daniel Schulze (* 17. Januar 1715 in Berlin; † 17. März 1790) war ein deutscher Pädagoge und Philologe.

## Leben
Der Sohn des Predigers am Friedrichshospital und späteren Hofprediger und Inspektor in Crossen Gottfried Schulze († Dez. 1730 in Crossen) wurde bis zum zwölften Lebensjahr von seinem Vater unterrichtet. Danach besuchte er die Schule in Crossen und 1730 das Joachimsthalsche Gymnasium in Berlin. Seine Studien begann er 1733 an der Universität Frankfurt (Oder), wo er sich besonders an Johann Heinrich Michaelis band, dem er 1735 an die Universität Halle folgte. Vor allem das Studium der orientalischen und morgenländischen Sprachen hatte es ihm angetan.
Nach der Beendigung seiner Studien wurde er 1737 Inspektor am Joachimsthalschen Gymnasium, er übernahm dort 1739 die Aufsicht über das angeschlossene theologische Seminar und 1744 auch die Aufsicht über die Alumnen. 1767 wurde er Lehrer der Philologie am Joachimsthalschen Gymnasium, wo er bis zu seinem Lebensende wirkte.
Schulze hatte sich vor allem als kritischer Übersetzer der Gerson’schen Ausgabe der hebräischen Bibel, die auch Martin Luther bei seiner Übersetzung zur Lutherbibel genutzt hatte, bekannt gemacht. Zudem entwickelte er eine scharfsinnige Hypothese zur Sekte der Sadduzäer.

## Werke
- Pietas Joachimica natali XXXXVI Friderici Magni submisse declarata. Berlin 1757
- Ode de amicitia juvenum in scholis, qua J. Ph. Heinio, D. Theol. et Rectori Gymnasii Joachimici, sunum muneris Jubigratulatur. Berlin 1762
- Ode ad Germaniam. Berlin 1762
- Critik über die gewöhnlichen Ausgaben der hebräischen Bibeln einer zuverlässigen Nachricht von der hebräischen Bibel, welche der D. Luther bei seiner Uebersetzung gebraucht hat. Berlin 1766
- Vollständige Critik über die gewöhnlichen Ausgaben der hebräischen Bibel, welche Luther bei seiner Übersetzung gebraucht hat. Berlin 1766
- Conjecturae historico-criticae Sadducaeorum inter Judaeos sectae novam lucam accendentes. Halle 1779
- Friderricum, Borussiae regem, jura Imperii Rom. Germ. fortiter tueri, oratione demonstratum. Berlin 1779